# Юкеліптес-Гіллс (Каліфорнія)
Юкеліптес-Гіллс (англ. Eucalyptus Hills) — переписна місцевість (CDP) в США, в окрузі Сан-Дієго штату Каліфорнія. Населення — 5517 осіб (2020).

## Географія
Юкеліптес-Гіллс розташований за координатами 32°53′6″ пн. ш. 116°56′41″ зх. д. / 32.88500° пн. ш. 116.94472° зх. д. (32.884970, -116.944831).  За даними Бюро перепису населення США в 2010 році переписна місцевість мала площу 12,36 км², з яких 12,33 км² — суходіл та 0,04 км² — водойми.

## Демографія
Згідно з переписом 2010 року, у переписній місцевості мешкало 5313 осіб у 1803 домогосподарствах у складі 1430 родин. Густота населення становила 430 осіб/км².  Було 1900 помешкань (154/км²).
Расовий склад населення:
| - 85,9 % — білих - 3,7 % — чорних або афроамериканців - 1,6 % — азіатів - 1,1 % — корінних американців - 0,1 % — вихідців з тихоокеанських островів - 3,5 % — осіб інших рас |

До двох чи більше рас належало 4,0 %. Частка іспаномовних становила 14,7 % від усіх жителів.
За віковим діапазоном населення розподілялося таким чином: 26,0 % — особи молодші 18 років, 61,3 % — особи у віці 18—64 років, 12,7 % — особи у віці 65 років та старші. Медіана віку мешканця становила 37,5 року. На 100 осіб жіночої статі у переписній місцевості припадало 102,7 чоловіків;  на 100 жінок у віці від 18 років та старших — 99,5 чоловіків також старших 18 років.
Середній дохід на одне домашнє господарство  становив 104 807 доларів США (медіана — 80 234), а середній дохід на одну сім'ю — 110 658 доларів (медіана — 81 458). Медіана доходів становила 54 741 долар для чоловіків та 70 711 долар для жінок. За межею бідності перебувало 2,7 % осіб, у тому числі 1,2 % дітей у віці до 18 років та 3,6 % осіб у віці 65 років та старших.
Цивільне працевлаштоване населення становило 2215 осіб. Основні галузі зайнятості: освіта, охорона здоров'я та соціальна допомога — 26,8 %, транспорт — 13,8 %, науковці, спеціалісти, менеджери — 12,2 %.